# إدموند تايلور (سياسي)
إدموند تايلور (بالإنجليزية: Edmund Taylor)‏ هو سياسي نيوزلندي، ولد في 1855 في لانيست في المملكة المتحدة، وتوفي في 1 سبتمبر 1927. حزبياً، نشط في الحزب الليبيرالي النيوزيلندي. وقد انتخب عضو مجلس النواب النيوزيلندي.